# Saint-Germain-la-Campagne
Saint-Germain-la-Campagne is een gemeente in het Franse departement Eure (regio Normandië) en telt 740 inwoners (2005). De plaats maakt deel uit van het arrondissement Bernay.

## Geografie
De oppervlakte van Saint-Germain-la-Campagne bedraagt 22,0 km², de bevolkingsdichtheid is 33,6 inwoners per km².
De onderstaande kaart toont de ligging van Saint-Germain-la-Campagne met de belangrijkste infrastructuur en aangrenzende gemeenten.

## Demografie
Onderstaande figuur toont het verloop van het inwonertal (bron: INSEE-tellingen).